# Scheidchen
Scheidchen ist ein Ortsteil der Ortsgemeinde Lauperath im Eifelkreis Bitburg-Prüm in Rheinland-Pfalz.

## Geographische Lage
Scheidchen befindet sich inmitten der Streusiedlung Lauperath. Im Westen grenzt der Ortsteil an den Wohnplatz Scheuerbaum, im Süden an den Wohnplatz Reuschenhof und im Osten an den ursprünglichen Hauptort Lauperath. Scheidchen ist fast ausschließlich von landwirtschaftlichen Nutzflächen umgeben. Nördlich der Ansiedlung fließt der Mühlbach.

## Geschichte
Scheidchen wurde erstmals im 17. Jahrhundert als Scheidt bzw. Schetgen erwähnt. 1780 umfasste der Ortsteil vier Gehöfte und 1840 fünf Gehöfte. In neuerer Zeit ist der einstige Weiler weiter angewachsen und hat sich zu einem Ortsteil entwickelt, der mittlerweile größer ist als der ursprüngliche Kernort Lauperath.

## Wappen von Lauperath

Das Wappen der heute übergeordneten Gemeinde Lauperath wurde in Anlehnung an den Ortsteil Scheidchen entworfen und stellt diesen ebenfalls symbolisch dar.
Wappenbegründung: Silber und Rot sind die Farben der Abtei Prüm, welche die Gründung des Ortes zu Beginn des 12. Jahrhunderts prägte; es sind zudem die Farben der zeitweiligen Herrschaft Österreichs. Der Schild wurde in Erinnerung an die Herrschaft Luxemburgs und der Niederlande in blau gewählt. Die Figuren zeigen die Attribute der hl. drei Jungfrauen: das Kreuz für Fides, den Kelch für Caritas und den Anker für Spes. Die Schildchen im Schildhaupt stehen für die aus sechs einzelnen Ansiedlungen bestehende Ortsgemeinde. 

## Kultur und Sehenswürdigkeiten

### Wegekreuze / Grabkreuz
Auf der Gemarkung von Scheidchen befinden sich zahlreiche Wegekreuze. Diese sind mit Informationstafeln versehen und als eine Art Wanderweg miteinander verbunden. Es handelt sich um das Lingerts-Kreuz, das Luxen-Kreuz, das Laser-Kreuz, und das Schustisch-Kreuz. Weitere Wegekreuze befinden sich auf den Wohnplätzen sowie im Kernort.
Neben den Wegekreuzen befindet sich in Scheidchen auch ein Grabkreuz. Es besteht aus einem Steinsockel mit Inschrift sowie einem außergewöhnlich aufwendig gearbeiteten und hohen Schaft aus Metall, der in ein Abschlusskreuz mündet.

### Naherholung
Durch Scheidchen verläuft der Wanderweg „Runde von Hölzchen“. Es handelt sich um einen rund 10,8 km langen Rundwanderweg von Scheidchen nach Manderscheid, dann in Richtung Kopscheid und wieder zurück. Highlights am Weg sind mehrere Wiesentäler und Aussichtspunkte sowie der Mühlbach. In Scheidchen beginnt zudem der Wanderweg „Islek Pfädchen“ mit einer Länge von rund 3,9 km. Er führt zunächst über eine Hochfläche und anschließend entlang des Mühlbaches. Durch Lauperath und in die Nähe von Scheidchen führen zudem einige weitere Wanderwege mit ähnlichen Längen.

## Wirtschaft und Infrastruktur

### Unternehmen
In Scheidchen wird ein Gruppenhotel betrieben.
Lauperath und Scheidchen sind landwirtschaftlich geprägt. Im Ortsteil sind mehrere landwirtschaftliche Nutzbetriebe ansässig.

### Verkehr
Es existiert eine Ruf-Busverbindung.
Scheidchen ist durch die Kreisstraße 137 von Hölzchen in Richtung Waxweiler erschlossen.